# Edward Holcroft
Edward Patrick Holcroft (* 23. Juni 1987 in England) ist ein britischer Schauspieler.

## Leben und Karriere
Edward Holcroft, Sohn einer Verlegerin, begann seine Karriere am Theater. Er besuchte zuvor das Drama Centre London, welches er 2012 abschloss, und stand unter anderem mit Mark Rylance, Dominic West und Janet McTeer auf verschiedenen Theaterbühnen, etwa am Royal Court Theatre für Aufführungen von Jez Butterworths Jerusalem oder am Donmar Warehouse in Gefährliche Liebschaften von Pierre-Ambroise-François Choderlos de Laclos.
Seine Karriere vor der Kamera begann im Jahr 2014, als er die Rolle des Aaron im Film Vampire Academy übernahm. Es folgte die Rolle des Charlie Hesketh in der erfolgreichen Spionageverfilmung Kingsman: The Secret Service. Auch in der Fortsetzung Kingsman: The Golden Circle aus dem Jahr 2017 übernahm er diese Rolle. 2015 war Holcroft als George Boleyn in einer Nebenrolle in der Serie Wölfe zu sehen, im selben Jahr als Alex in London Spy. 2017 folgten eine Nebenrolle in Gunpowder an der Seite von Kit Harington und eine Hauptrolle als Dr. Simon Jordan in Alias Grace.
2020 stellte er in der Miniserie The English Game den Fußballspieler und späteren Funktionär Arthur Kinnaird, 11. Lord Kinnaird, dar.

## Filmografie (Auswahl)
- 2014: Vampire Academy
- 2014: Kingsman: The Secret Service
- 2015: Wölfe (Wolf Hall, Fernsehserie, 5 Episoden)
- 2015: London Spy (Fernsehserie, 5 Episoden)
- 2017: Vom Ende einer Geschichte (The Sense of an Ending)
- 2017: Kingsman: The Golden Circle
- 2017: Gunpowder (Fernsehserie, 3 Episoden)
- 2017: Alias Grace (Miniserie, 6 Episoden)
- 2020: The English Game (Miniserie, 6 Episoden)
- 2022: Hill of Vision